# 佳里同安寮鎮安宮
同安寮玉旨鎮安宮，簡稱佳里同安寮鎮安宮，為同安寮庄廟，位於臺灣臺南市佳里區，主祀：玉勅代天巡狩李府千歲、薛府千歲、范府千歲。地屬佳里興震興宮轄境十三村庄之一、佳里玉勅皇勅金唐殿轄境廿四村庄之一。

## 主祀神祇
- 主祀：
  - 李府千歲、薛府千歲、范府千歲
- 同祀：
  - 五穀先帝、福德正神、黑虎將軍

## 資料來源
1. ↑  刈香轄境. .